# Jules-Maurice Quesnel
Pour les articles homonymes, voir Quesnel.
Jules-Maurice Quesnel, né le 25 octobre 1785 et mort le 20 mai 1842, est un commerçant de fourrure, membre du Beaver Club, homme d'affaires et homme politique fédéral au Bas-Canada.  

## Biographie
Baptisé Julien-Maurice Quesnel à Montréal le 25 octobre 1786, Jules-Maurice est le fils de Joseph Quesnel et Marie-Josephte Deslandes. Le 10 juin 1816, il marie Marie-Josephte Cotté à la basilique Notre-Dame de Montréal. 
Il a étudié au Collège Saint-Raphaël. Il se joint à la Compagnie du Nord-Ouest vers 1804 lorsqu'il est commis au Fort d'Edmonton. Il assiste ensuite l'explorateur David Thompson dans ses explorations en 1805 et 1806. Il voyage avec l'explorateur Simon Fraser sur son exploration du fleuve Fraser en 1808. Lorsqu'il explore les Rocheuses, Jules-Maurice Quesnel nomme une des rivières affluente au fleuve Fraser la rivière Quesnel. 
En 1811, il revient vers l'est du pays et sert dans la milice de Montréal au cours de la guerre de 1812, atteignant le grade de lieutenant. Il déménage alors à Kingston et plus tard à York comme marchand, pour s'établir définitivement à Montréal par la suite. Avec son partenaire, John Spread Baldwin, il est impliqué dans l'achat et la vente de marchandises, y compris l'exportation de bois et de farine. Il a aussi possédé des parts dans les bateaux à vapeur opérant dans la région. Quesnel a été nommé comme juge de paix, et il a également servi comme gardien de Trinity House à Montréal de 1830 à 1839. Il a aussi été un membre de la commission pour le port de Montréal. En 1838, il est nommé au Conseil spécial du Bas-Canada qui régit le Bas-Canada après les rébellions de 1837 et, en 1841, il est nommé dans au Conseil législatif de la province du Canada. Il meurt à Montréal en 1842 et est enterré dans l'église paroissiale de Notre Dame.

## Honneurs
- La rivière Quesnel, le lac Quesnel et la ville de Quesnel en Colombie-Britannique ont été nommés après lui.